# Stanton Moore
Stanton Moore (New Orleans, 9 juli 1972) is een Amerikaanse drummer die o.a. bekend is als een van de oprichters van de funk-jazzband Galactic. Moore heeft ook een solo-opnamecarrière en meerdere side-projecten, zowel als musicus als educatief. Hij heeft opnames gemaakt met bands variërend van jazz-funk met toetsenist Robert Walter tot heavy metal met Corrosion of Conformity.
Hij reist ook internationaal om drumles te geven in New Orleans-stijl, schrijft regelmatig voor drumtijdschriften en brengt instructieboeken en video's uit. In 2017 richtte Moore de "Stanton Moore Drum Academy" op.

## Carrière
Moore groeide op in Metairie een voorstadje van New Orleans. Zijn muzikale invloeden kwamen van pianist Professor Longhair en de  drummers Ziggy Modeliste van The Meters en zijn mentor Johnny Vidacovich. In 1994 was mede-oprichter van Galactic.

## Side-projecten
Sinds 2008 omvatten enkele van zijn projecten het "Stanton Moore Trio", "Garage A Trois" en de "Midnite Disturbers". Moore treedt in New Orleans op met zijn Stanton Moore Trio, en begeleid een verscheidenheid aan lokale en bezoekende muzikanten. Het Stanton Moore Trio toert door het hele land met toetsenist Robert Walter en gitarist Will Bernard, twee musici die ook meewerkten aan twee solo-albums van Moore, Stanton Moore III en Groove Alchemy.
Met medeoprichters Skerik, Mike Dillon en Marco Benevento treedt Moore op als "Garage A Trois". Moore organiseerde de all-star brassband "Midnite Disturbers" met drummer Kevin O'Day. The Midnite Disturbers zijn Trombone Shorty en Jamelle Williams op trompet, Big Sam en Mark Mullins op trombone, Ben Ellman en Skerik op saxofoons, Jeffery Hills op sousafoon en Kevin O'Day en Moore op drums.
Andere lopende samenwerkingen zijn er onder meer met bands als "Dragon Smoke" en "MG5". Dragon Smoke bestaat uit Eric Lindell, Robert Mercurio, Ivan Neville en Stanton Moore. MG5 (voorheen Frequinox) bestaat uit Robert Walter, Robert Mercurio, Will Bernard, Donald Harrison, Jeff Coffin en Stanton Moore. Toen zijn vriend Pepper Keenan een drummer nodig had voor Corrosion of Conformity (Reed Mullin had in 2001 de band verlaten) viel Moore in.
Na de orkaan Katrina heeft Moore geholpen bij het opzetten van de workshop van de Tipitina's Foundation for Kids, waar jongeren de kans krijgen om te leren, te spelen en op te treden met professionele muzikanten.
Moore heeft samengewerkt met Tom Morello van Rage Against the Machine en Boots Riley van The Coup aan een project onder de naam "Street Sweeper Social Club", dat op 16 juni 2009 een album uitbracht.
Moore bracht  Emphasis! (On Parenthesis) uit op Telarc in april 2008 als het Stanton Moore Trio.

## Andere activiteiten
Op de Winter NAMM Show 2009 in Anaheim introduceerde Stanton Moore een kenmerkend model snaredrum onder zijn eigen merk, The Stanton Moore Drum Company uit New Orleans. De trommel van 4,5" x 14" is gemaakt van titanium. Stanton werkte nauw samen met drumontwerper Ronn Dunnett om een drum te creëren die het geluid belichaamde van een klassieke vintage snaredrum die Stanton ooit had bezeten.
Moore was ook mede-eigenaar van het merk Crescent Cymbals. Zijn kenmerkende bekkenserie werd opgenomen in de bekkens uit de Stanton Moore Crescent Series, nu geproduceerd door Sabian.
In januari 2020 maakte de Avedis Zildjian Company bekend dat Stanton zich op hun artiestenlijst had aangesloten. Naast Zildjian speelt Moore ook Gretsch-drums en Remo-drumvellen. Hij gebruikt ook Vic Firth-drumstokken, DW-pedalen, hardware en accessoires, en LP-percussie.
In de uitgave van Modern Drummer van juli 2011 won Moore de lezersonderzoeken in zowel de categorieën Educatief Boek als Educatieve DVD voor zijn educatieve serie "Groove Alchemy".
In 2017 lanceerde Moore de Stanton Moore Drum Academy als een vooruitstrevende online educatieve gemeenschap voor drummers en docenten van alle niveaus en stijlen. Het drumcurriculum is onderverdeeld in verschillende categorieën. Het onderzoek begint met "A Fresh Approach to the Drumset", een veelomvattende pedagogie die is geschreven in samenwerking met de gerespecteerde en ervaren docent Mark Wessels. De instructie-inhoud is opgedeeld in 34 videolessen, met bijbehorende notatie, en gaat van begin- naar gevorderd materiaal. Moore's Academy-lessen bieden meer geavanceerde uitbreidingen op de basisprincipes van de "Fresh Approach". Er is ook een bijbehorende Instructional Academy die lesplatforms en marketinghulp biedt aan muziekdocenten die hun leerplan online willen brengen.

## Discografie

### Solo
- All Kooked Out! (Fog City Records|Fog City, 1998)
- Flyin' the Koop (Verve/Blue Thumb Records, 2002)
- III (Telarc International Corporation, 26 september 2006)
- Emphasis! (On Parenthesis) (Telarc, 22 april 2008)
- Groove Alchemy (Telarc, 13 april 2010)
- Conversations (Royal Potato Family Records, 15 april 2014)
- With You In Mind (Cool Green, 21 juli 2017)

### Met Garage a Trois
- Mysteryfunk (Fog City, 1999)
- Emphasizer (Tone Cool, 2003)
- Outre Mer (Telarc, 2005)
- Power Patriot (Royal Potato Family, 2009)

### Overig
- Some Twigs - Oxenthrust (Oxen, 1991)
- Money Shot - Robert Walter's 20th Congress (Fog City, 2000)
- Live From New York - Bonerama (Bonerama, 2004)
- Super Heavy Organ - Robert Walter (Magna Carta Records, 2005)
- In the Arms of God - Corrosion of Conformity (Sanctuary, 2005)
- The Coalition of the Willing - Bobby Previte (Ropeadope Records, 2006)
- Blue Plate Special - Will Bernard (Palmetto, 2008)
- Street Sweeper Social Club - Street Sweeper Social Club (Warner Bros., 2009)
- The Lord Is Waiting and The Devil Is Too - Johnny Sansone (ShortStack, 2011)
- Fast Forward - Joe Jackson (Caroline, Universal, 2015)
- My Future Is My Past - Walter Wolfman Washington (2018)